# ماغدا دوناتو
ماغدا دوناتو (بالإسبانية: Carmen Eva Nelken y Mansberger)‏ هي صحفية وكاتِبة وممثلة إسبانية، ولدت في 6 فبراير 1898 بمدريد في إسبانيا، وتوفيت في 3 نوفمبر 1966 بمدينة مكسيكو في المكسيك.

## وصلات خارجية
- ماغدا دوناتو على موقع IMDb (الإنجليزية)
- ماغدا دوناتو على موقع قاعدة بيانات الفيلم (الإنجليزية)